# سوتلاچ (دینار)
سوتلاچ (به ترکی استانبولی: Sütlaç) یک منطقهٔ مسکونی در ترکیه است که در دینار (شهر) واقع شده‌است.